# کراد داسنیه
کراد داسنیه (به عربی: کراد داسنیة) یک منطقهٔ مسکونی در سوریه است که در منطقه حمص واقع شده‌است. کراد داسنیه ۲٬۰۲۸ نفر جمعیت دارد.